# Liste der denkmalgeschützten Objekte in Niederneukirchen
Die Liste der denkmalgeschützten Objekte in Niederneukirchen enthält die denkmalgeschützten, unbeweglichen Objekte der Gemeinde Niederneukirchen in Oberösterreich (Bezirk Linz-Land).

## Denkmäler
| Foto |                 | Denkmal | Standort                                                | Beschreibung | Metadaten |
| ---- | --------------- | --- | ------------------------------------------------------- | --- | --- |
| ja   | Datei hochladen | Kath. Filialkirche d. seligen Jungfrau Maria u.d. hll. Petrus u. Paulus sowie ehem. Kirchhofsfläche HERIS-ID: 18904 Objekt-ID: 15200 | Ruprechtshofen 1, gegenüber Standort KG: Ruprechtshofen | Diese barocke Filialkirche wurde zwischen 1754 und 1758 errichtet. Ein besonderes Merkmal dieser Wallfahrtskirche ist die hölzerne Vorlaube, welche ein Betfenster in der Westfassade überdacht. Die Laube ist so wie der Zwiebelturm mit Schindeln gedeckt. Im Inneren findet man einen Marienaltar im Stile des Rokoko mit einer gotischen Madonna, klassizistische Kirchenbänke und eine Bodenpflasterung aus Solnhofener Platten aus dem 18. Jahrhundert. In der südlichen Mauer des Chors ist, von außen zu besichtigen, ein römischer Grabstein eingemauert.                                                                                              | BDA-Hist.: Q23541654 Status: § 2a Stand der BDA-Liste: 2025-06-30 Name: Kath. Filialkirche d. seligen Jungfrau Maria u.d. hll. Petrus u. Paulus sowie ehem. Kirchhofsfläche GstNr.: .8 Wallfahrtskirche Ruprechtshofen |
| ja   | Datei hochladen | Kath. Pfarrkirche hl. Margarethe und Friedhof HERIS-ID: 18924 Objekt-ID: 15220                                                       | Dorfplatz 3, bei Standort KG: Niederneukirchen          | Die spätgotische Hallenkirche mit zweischiffigem Langhaus und dreijochigem Chor wurde 1488 eingeweiht. Das Langhaus und der Chor mit Dreiachtelschluss haben ein Netzrippengewölbe. Die Kirche wurde im Laufe der Zeit einige Male umgebaut beziehungsweise neu ausgestattet. In der Mitte des 19. Jahrhunderts verlängerte man die Kirche und band den freistehenden Turm ein. Dieser wurde zuletzt 1954 umgebaut. Der Altar ist ein Werk von Ferdinand Scheck dem Jüngeren und ist eines der wichtigsten Beispiele der Neugotik in Oberösterreich. An der Außenseite des Chors befindet sich eine Kapelle mit einem Schmiedeeisengitter aus der Zeit um 1700. | BDA-Hist.: Q21727769 Status: § 2a Stand der BDA-Liste: 2025-06-30 Name: Kath. Pfarrkirche hl. Margarethe und Friedhof GstNr.: .2, 4 Pfarrkirche Niederneukirchen                                                       |